# Katholieke Kerk in Zuid-Soedan

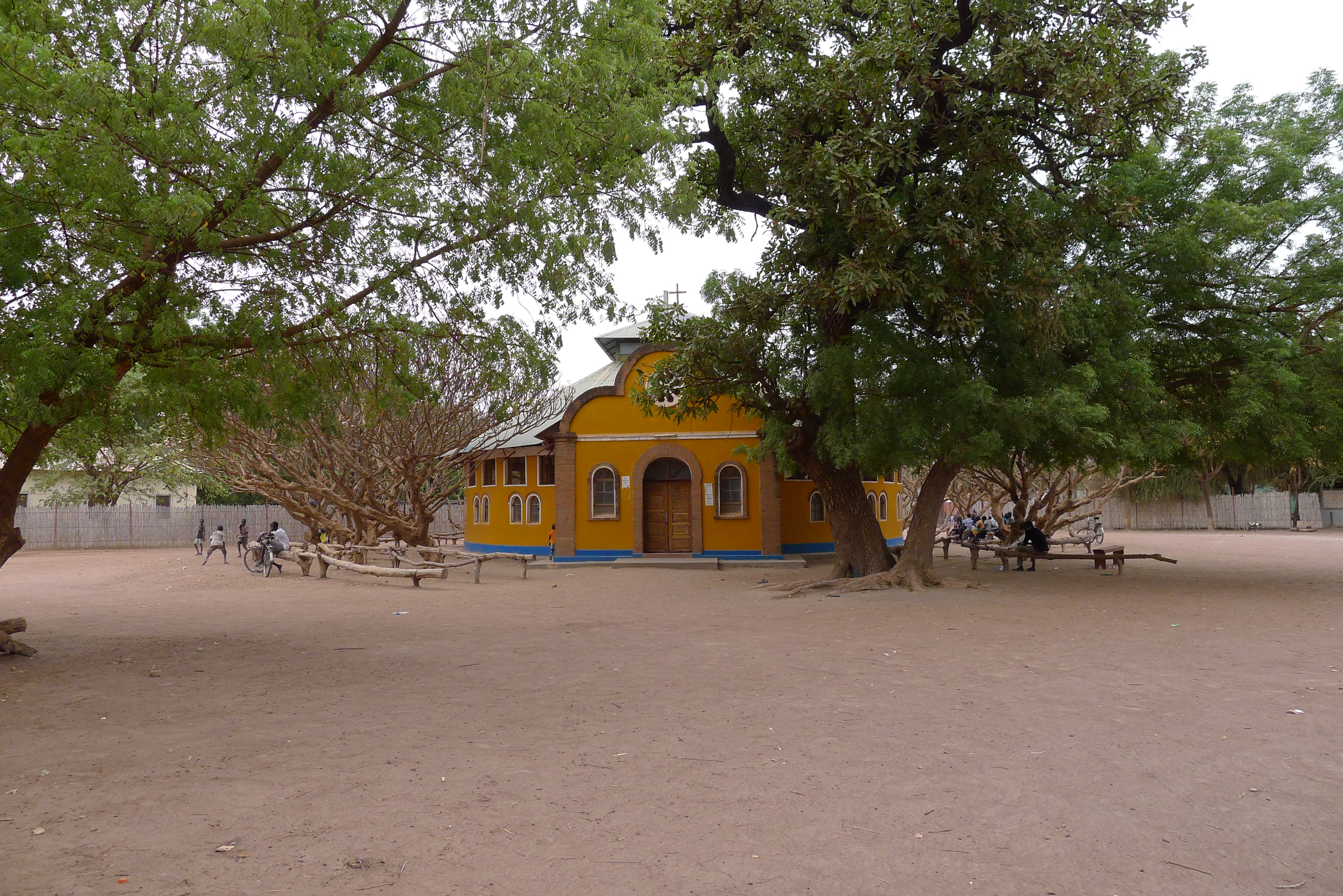
Kathedraal van Rumbek

De Katholieke Kerk in Zuid-Soedan is een onderdeel van de wereldwijde Rooms-Katholieke Kerk, onder het geestelijk leiderschap van de paus en de curie in Rome.
In 2005 waren ongeveer 4.181.000 (13%) inwoners van Soedan en Zuid-Soedan lid van de Katholieke Kerk. Zuid-Soedan bestaat uit een enkele kerkprovincie, met 7 bisdommen, waaronder een aartsbisdom. De bisschoppen zijn lid van de bisschoppenconferentie van Soedan. President van de bisschoppenconferentie is Paulino Lukudu Loro, aartsbisschop van Juba. Verder is men lid van de Association of Member Episcopal Conferences in Eastern Africa en de Symposium des Conférences Episcoaples d’Afrique et de Madagascar.
Apostolisch nuntius voor Zuid-Soedan is aartsbisschop Séamus Patrick Horgan.
Van 3 tot 5 februari 2023 bezocht paus Franciscus Zuid-Soedan.

## Bisdommen

Overzicht van de katholieke bisdommen in Soedan en Zuid-Soedan.

| - Aartsbisdom - Bisdom |

- Juba (8)
  - Malakal (5)
  - Rumbek (4)
  - Tombura-Yambio (6)
  - Torit (9)
  - Wau (3)
  - Yei (7)

## Nuntius
- Apostolisch nuntius
  - Aartsbisschop Charles Daniel Balvo (21 december 2013 - 21 september 2018)
  - Aartsbisschop Bert van Megen (19 maart 2019 - 14 mei 2024)
  - Aartsbisschop Séamus Patrick Horgan (sinds 14 mei 2024)